# Estación de Alness
La estación de Alness (en inglés: Alness railway station) es una estación de ferrocarril ubicada en el pueblo de Alness en el Cromarty Firth (estuario de Firth), en el consejo unitario de Highland en Escocia, Reino Unido.
La estación se compone de una plataforma en el lado norte de la vía férrea, con sólo un pequeño refugio disponible.
La estación presta servicios a la Far North Line, estando ubicada a 46 kilómetros (28,6 millas) al norte de Inverness. De lunes a sábados suele haber un servicio cada dos horas hacia el sur a Inverness y tres trenes por día hacia el norte a Wick. Los domingos generalmente hay dos trenes al día en cada dirección.